# Jakob Hartmann
Jakob Hartmann (* 16. Mai 1876 in Wienacht; † 7. Mai 1956 in Rehetobel; heimatberechtigt in Ebnat) war Kaminfeger und Schweizer Volksdichter.

## Leben
Jakob Hartmann war ein Sohn von Johann Heinrich Hartmann, Dachdecker, und Elisa Tobler. Im Jahr 1898 heiratete er Barbara Schmied, Magd, Tochter von Gottlieb Schmied, Werkarbeiters. Er besuchte Volksschulen in
Heiden und machte eine Anlehre beim Vater. Später absolviert er eine Kaminfegerlehre.
Von 1898 bis 1902 arbeitete er als Kaminfeger in Oberegg und Heiden. Ab 1902 bis 1904 war er als Landjäger tätig. Von 1905 bis 1911 und ab 1914 bis 1916 war er Versicherungsagent. In den Jahren 1911 bis 1914 und von 1916 bis 1928 arbeitete er wieder als Kaminfeger in Schaffhausen, Herisau und Rüti. Danach war er in Reute, Lutzenberg, Heiden, Kesswil und Rehetobel wohnhaft.
Neben Volkstheaterstücken verfasste Hartmann Appezeller Gschichte, erschienen 1912, mit autobiografischem Lebensbeschrieb. Mit dem Theaterstück Appezeller Sennelebe machte er an der Landesausstellung 1914 in Bern Furore. Es war sein Durchbruch als Mundartautor. Alfred Tobler verlieh ihm daraufhin den Namen «Chemifeger Bodemaa» («Kaminfeger Bodenmann»), der zu Hartmanns Markenzeichen wurde. Unter diesem Pseudonym fungierte er als Autor von Büchern und Kurzgeschichten. Er entwickelte eine rege Tätigkeit als Publizist, Mundarterzähler sowie Heimatkundereferent und trat häufig im Radio auf.
Seine Kindheit beschrieb Hartmann 1923 in Das Vorspiel des Lebens. Heimatspiegel publizierte er im Jahr 1930. Es folgte Stöck ond Stuude, erstmals veröffentlicht 1933, in dritter Auflage im Jahr 1987, mit vergnüglichen Geschichten aus dem Appenzeller Vorderland.
1938 erhielt er eine Auszeichnung von der Schweizerische Schillerstiftung. Ihm zu Ehren gibt es Hartmann-Gedenktafeln in Wienacht und Heiden.
Er war Mitglied der Freimaurer und der Heilsarmee.

## Werke (Auswahl)

### Erzählungen
- Appezeller Gschichte (1912)
- Heimatspiegel (1930)
- Stöck ond Stuude (1933)

### Volkstheaterstücke
- Appezeller-Sennelebe. Appenzellisches Charaktergemälde mit Jodel, Gesang und Tanz in 5 Aufzügen (1945)
- De Jakob sött hüroote! Dialekt-Lustspiel in einem Akt (1945)
- Bitte besuchen Sie uns! Charakterstück in einem Akt (1946)
- D’Gäässhalde. Appenzellisches Volksstück in 4 Akten (1947)

### Autobiographisches
- Das Vorspiel des Lebens. Geschichte einer Kindheit (1923)